# 赵以夫
赵以夫（1189年—1256年），字用父，号虚斋，又号芝山老人，南宋大臣、经学家、词人。福州长乐县（今福建省福州市长乐区）人。宋朝宗室后裔，魏悼王赵廷美的第五子郧国公赵德钧七世孙，赵彦括第四子。
宋孝宗淳熙十六年（1189年）出生。《宋寧宗嘉定二年（1209年）以荫补诸暨尉，改象州司户。嘉定十年（1217年）進士及第，任江陵府监利县令。十一年，知监利县，十七年，求主管西外睦宗院。绍定五年，知邵武，端平元年（1234年），知漳州，皆有治绩。端平二年，除提举江南西路常平茶盐公事。三年二月，除左曹郎官，兼权枢密院检详诸房文字。嘉熙元年（1237年），十二月，以枢密都承旨兼国史院编修官。嘉熙二年（1238年），以朝奉大夫、右文殿修撰知庆元府兼沿海制置副使，同知枢密院事。嘉熙三年正月，以职事修举转朝散大夫。嘉熙四年（1240年），转任枢密都承旨。淳祐元年（1241年）三月，赵以夫罢知建宁府。罢职闲居，研讀经学。淳祐五年（1245年），出知建康府，淳祐七年（1247年），知平江府。淳祐八年，代理刑部尚书兼侍读，兼修玉牒。淳祐九年，改礼部尚书，仍兼玉牒。 十一年十一月，提举秘书省。宝祐三年秋，除礼部尚书，兼侍读。以资政殿学士致仕。宝祐四年（1256年）卒，时年六十八歲。著有《虚斋乐府》。《全宋词》录存其词六十八首。

## 家庭
八世祖魏王赵廷美

七世祖郧国公赵德钧

六世祖安定郡王赵承幹

五世祖东平侯赵克臻

高祖父建国公赵叔戌（一作叔戍）

曾祖父赠武经郎赵雋之

祖父赠朝请郎赵公填

父赵彦括